# Combretoideae
Combretoideae  es una subfamilia  de plantas con flores en la familia de las  Combretaceae.  El género tipo es: Combretum Loefl. Contiene las siguientes tribus.

## Tribus
- Combreteae
- Laguncularieae